# Epitonium phymanthi
Epitonium phymanthi is een slakkensoort uit de familie van de Epitoniidae. De wetenschappelijke naam van de soort is voor het eerst geldig gepubliceerd in 1994 door Robertson.